# Metatyuyamunite
La metatyuyamunite è un minerale.